# يوسف المغربي
يوسف المغربي (ت. 1019 هـ / 1611 م) هو أديب وشاعر ، من أهل مصر.
هو يوسف بن زكريا المغربي، نزل مصر، وبها وفاته.

## آثاره
من آثاره:
- رسالة «رفع الإصر عن كلام أهل مصر» في العامية المصرية نسخة مخطوطة منه في مكتبة جامعة سانت بطرسبورغ الحكومية وقد طبع بتحقيق من عبد السلام أحمد عواد (موسكو : دار النشر (العلم)، 1968 م).
- ديوان شعر سماه «الذهب اليوسفي».
- «بغية الأريب وغنية الأديب».[3]